# Stelligeridae
Stelligeridae is een familie van sponsdieren uit de klasse van de Demospongiae (gewone sponzen). 

## Geslachten
- Halicnemia Bowerbank, 1864
- Higginsia Higgin, 1877
- Paratimea Hallmann, 1917
- Stelligera Gray, 1867